# 金屬基複合材料
金属基复合材料（Metal Matrix Composite，MMC）一般是以金属或合金为连续相而颗粒，晶须或纤维形式的第二相组成的复合材料。目前其制备和加工比较困难，成本相对较高，常用在航天航空和军事工业上。现在复合材料生产加工技术已经相对比较成熟，民用，商用领域均有使用。

## 外部連結
- Assessment of Metal Matrix Composites for Innovations （页面存档备份，存于）
- Space application of MMCs （页面存档备份，存于）
- Metal Matrix Composites （页面存档备份，存于）